# Ваггерюд
Ваггерид (швед. Vaggeryd) — містечко (tätort, міське поселення) на Півдні Швеції в лені Єнчепінг. Адміністративний центр однойменної комуни разом із містечком Шіллінгарид.

## Географія
Містечко знаходиться в центральній частині лену Єнчепінг за 330 км на південний захід від Стокгольма.

## Історія
Поселення виникло завдяки розвитку деревообробної промисловості та підприємств, які виготовляли меблі. 

## Герб міста
Для торгового містечка (чепінга) герб було розроблено 1952 року: у щиті, розтятому на золоте і зелене поля, зазублена балка в обернених кольорах. 
Після адміністративно-територіальної реформи, проведеної в Швеції на початку 1970-х років, муніципальні герби стали використовуватися лишень комунами. Цей герб був з 1971 року перебраний для нової комуни Ваггерид. Однак 1989 року для комуни розроблено новий символ, а цей герб вийшов з ужитку.

## Населення
Населення становить 5 347 мешканців (2018). 

## Економіка
Містечко славилося раніше кількома підприємствами з виробництва меблів, але більшість із них зараз закрито. 

## Галерея

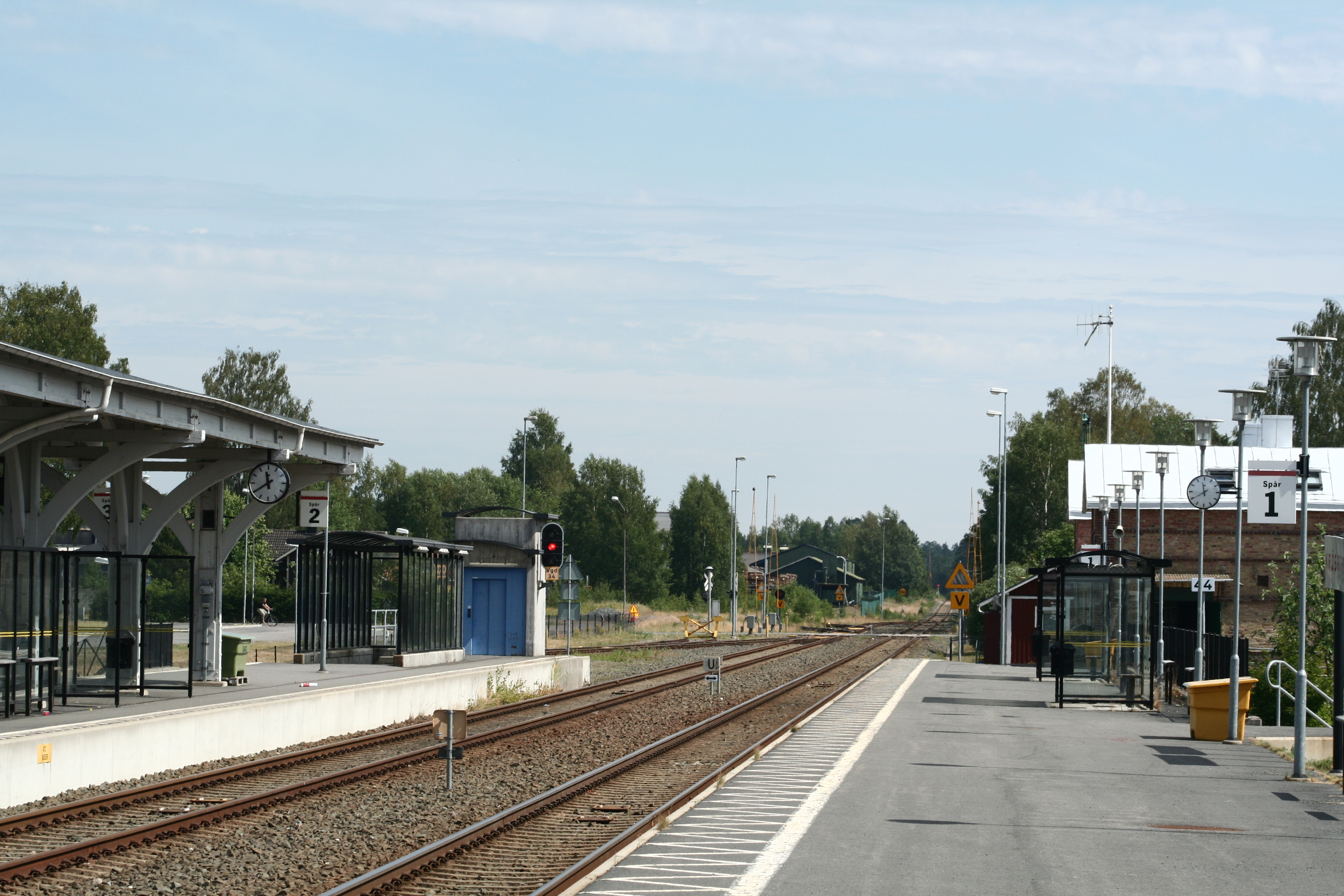
Залізнична станція
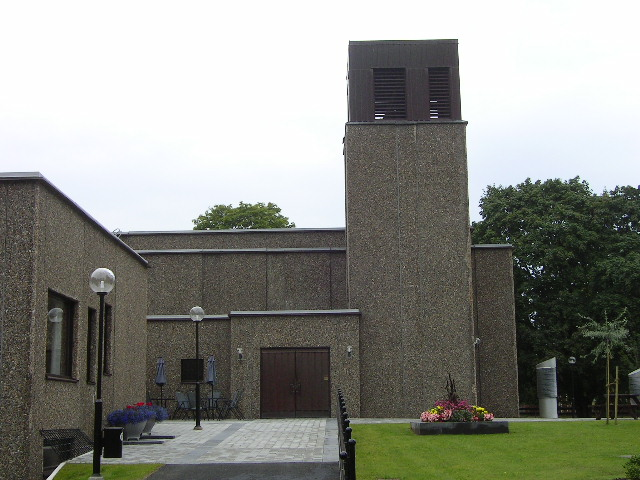
Церква
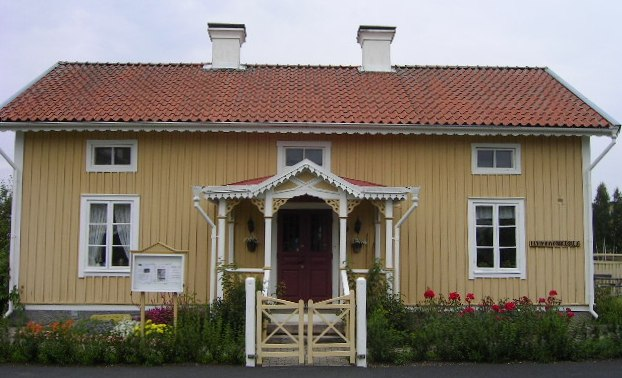
Музей
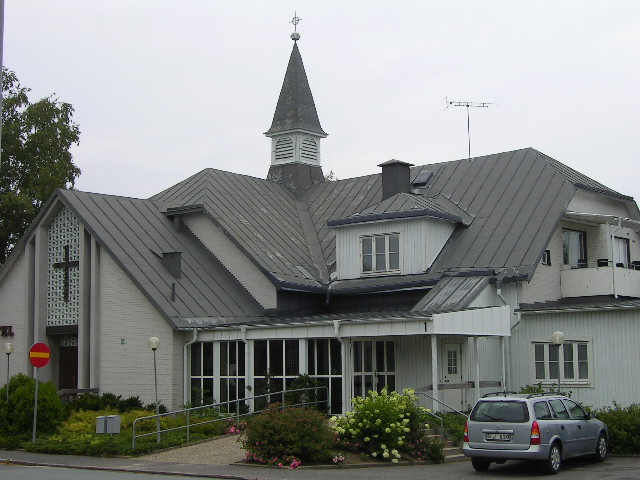
Молитовний дім

## Покликання
- Сайт комуни Ваггерид [Архівовано 23 квітня 2021 у Wayback Machine.]